# Life of Pi (película)
Life of Pi (conocida como La vida de Pi en España y Una aventura extraordinaria en Hispanoamérica) es una película estadounidense de drama y aventura estrenada en noviembre de 2012. Basada en la novela homónima de Yann Martel, a su vez basada en el libro Max e os felinos, del escritor brasileño Moacyr Scliar, fue dirigida por Ang Lee y protagonizada por Suraj Sharma, Irrfan Khan y Rafe Spall.

## Argumento
Piscine Patel, un inmigrante de Pondicherry, India, que vive en Canadá, es abordado por un novelista local que ha llegado hasta él por su "tío" (un amigo de la familia), creyendo que la historia de la vida de Pi sería un gran libro y este último relata su cuento extendido.
Sus padres le habían llamado "Piscine Molitor" (en español "Piscina Molitor") por una famosa piscina de Francia. Él cambia su nombre por el de "Pi" (el número irracional, π) cuando comienza la escuela secundaria, incluso repitiendo numerosos dígitos de π, porque está cansado de ser burlado con el apodo de "Pissing Patel" (Patel el Meón en España y Pipí Patel en Hispanoamérica. Su familia es propietaria de un zoológico local y Pi se interesa por los animales, especialmente por un tigre de Bengala llamado Richard Parker (llamado así después de un error de transcripción). Para enseñarle la realidad de la naturaleza del tigre como un carnívoro, el padre de Pi lo obliga a ver cómo el tigre mata a una cabra. Él es hindú y vegetariano, pero a los 12 años de edad se introduce en el cristianismo y el Islam, y comienza a seguir las tres religiones. Como adulto, afirma que él es hindú-cristiano-musulmán, y cuando se le pregunta si él también es judío, él contesta que da clases de cábala en la universidad.
Cuando Pi tiene 16 años (y está experimentando el primer amor), su padre decide cerrar el zoológico, trasladar su familia a Canadá y vender los animales. La familia reserva un pasaje con sus animales (para venderlos en América del Norte) en un barco de carga japonés llamado Tsimtsum. Mientras Pi está maravillándose por la tormenta en la cubierta, el buque sufre una fuerte tormenta y empieza a hundirse. Pi trata de encontrar a su familia, pero un miembro de la tripulación lo pone en un bote salvavidas; desde el mar agitado, Pi observa con impotencia cómo el barco se hunde, matando a su familia y la tripulación.
Después de la tormenta, Pi se encuentra en el bote con una cebra herida, y luego se les suma una orangután que perdió a su cría en el naufragio. Una hiena se desprende de la lona que cubre la mitad de la embarcación y mata a la cebra. Para angustia de Pi, la hiena también hiere mortalmente a la orangután en una pelea. De repente, el tigre Richard Parker emerge de debajo de la lona, y mata y se come a la hiena.
Pi encuentra raciones de alimentos de emergencia y agua en el bote. Él construye una pequeña balsa de flotadores para poder permanecer a una distancia segura del tigre. Al darse cuenta de que tiene que dar de comer al tigre para protegerse, Pi comienza a pescar, con cierto éxito. También recoge el agua de lluvia para poder beber. En un momento, tiene que hacer una escalera a bordo para rescatar al tigre, que había saltado del barco para ir a cazar peces. En un encuentro nocturno con una ballena, Pi pierde gran parte de sus suministros y ante el hambre que lo domina, come pescado crudo. Después de muchos días en el mar, Pi se da cuenta de que ya no puede vivir más en la pequeña balsa y entrena al tigre Richard Parker para que lo acepte en el barco. También se da cuenta de que el cuidado del tigre lo mantiene vivo.
Después de semanas en el mar, cerca del final de su fuerza, la balsa llega por casualidad a una misteriosa isla flotante de plantas comestibles, con un gran bosque, agua dulce y una gran población de suricatas. Tanto Pi como Richard Parker comen y beben libremente y recuperan fuerzas. Pero por la noche, la isla se transforma en un entorno hostil, con el agua dulce convirtiéndose en ácido clorhídrico (notando algunos cadáveres de peces muertos en el manantial). Pi encuentra un diente humano dentro de la flor de una planta y llega a la conclusión de que las plantas son carnívoras, y que tienen que abandonar la isla. Al día siguiente toma varias plantas y suricatas como provisiones para el viaje y comienza nuevamente a navegar.
El bote salvavidas finalmente llega a la costa de México, después de otras varias semanas y ya muy debilitados y sin comida, cerca de morir por inanición e insolación. Pi se baja del bote y se arrastra casi desmayado para no ahogarse en la orilla. Richard Parker se aleja de Pi y se detiene en el borde de la selva. Pi espera que el tigre se gire hacia él en un gesto simbólico de despedida, pero en lugar de eso mira la selva por un tiempo y se va. Pi, demasiado débil para seguir, se queda inconsciente en la arena y es finalmente rescatado por un grupo de personas que lo llevan al hospital, pero se pone a llorar a causa de que el tigre, después de todo lo que pasaron juntos, se alejó de él sin siquiera mirarlo.
En el hospital, los agentes de seguro del barco de carga japonés vienen a escuchar su relato de los hechos, para saber o tener una hipótesis de por qué el barco se hundió. Encuentran su historia inverosímil y molesta, ya que lo hace ver como una aventura, por lo que le piden que les diga lo que "realmente" sucedió, aunque sólo sea por la credibilidad de su informe. Pi responde con una versión diferente pero detallada, en la cual no comparte el bote salvavidas con animales, sino con su madre, un marinero con una pierna rota y el cocinero del barco. En esta historia, el cocinero mata al marinero para usarlo como cebo y alimento. Más tarde en una pelea, la madre de Pi le empuja por su seguridad en una balsa pequeña y el cocinero la apuñala mientras cae por la borda a los tiburones. Más tarde, Pi regresa a tomar el cuchillo y mata al cocinero.
Posteriormente, el escritor observa un paralelismo entre las dos historias: el orangután era la madre de Pi, la cebra era el marinero, la hiena era el cocinero y Richard Parker, el tigre, era Pi. Pi le pregunta al escritor qué historia prefiere. Éste elige el cuento con el tigre, al que Pi responde: "Lo mismo ocurre con Dios". Echando un vistazo a una copia del informe de los agentes de seguro, el autor da cuenta de un comentario final acerca de "la notable hazaña de sobrevivir 227 días en el mar, sobre todo con un tigre", lo que significa que los agentes eligieron esa historia también.

## Elenco
- Suraj Sharma como Pi Patel
- Irrfan Khan como Pi Patel (adulto)
- Tabu como Gita Patel
- Adil Hussain como Santosh Patel
- Shravanthi Sainath como Anandi (novia de Pi)
- Gérard Depardieu como Chef
- Rafe Spall como Yann Martel
- Vibish Sivakumar como Ravi (hermano de Pi)

## Recepción de la crítica
Life of Pi recibió reseñas positivas de los críticos cinematográficos. Tiene una calificación aprobatoria de 86% en el sitio web especializado Rotten Tomatoes, basada en 243 reseñas, y con consenso final que aclara: «Una adaptación en 3D de un libro supuestamente imposible de filmar, Life of Pi de Ang Lee consigue casi lo imposible —es un asombroso logro técnico que es también emocionalmente gratificante». En el sitio web Metacritic, la película tiene una puntuación promedio de 79 sobre 100, basada en 44 reseñas, indicando «reseñas generalmente positivas».
Roger Ebert del Chicago Sun-Times le dio 4 estrellas sobre 4, calificando a la película como «un logro milagroso de y un hito de dominio visual» así como «una de las mejores películas del año». Elogió particularmente el uso del 3D de la película debido a que profundiza «el sentimiento de lugares y eventos de la película». De manera similar, Peter Travers de Rolling Stone destacó el uso de 3D en la película sugiriendo que «como Hugo, de Martin Scorsese, Life of Pi pone el 3D en las manos de un artista cinematográfico de clase mundial. (Ang) Lee usa el 3D con la delicadeza y lírica de un poeta. No mires la película, vívela». Parmita Borah de Eastern Fare dijo: «Hay una escena en particular donde el océano entero está cubierto con medusas, lo que te hace sentir como "esto es lo que el cielo debe mostrar"».
El crítico Betsy Sharkey de Los Angeles Times se refirió a la película como una «pieza maestra», declarando que:

Siempre hay una estética poética que Lee presenta en sus mejores trabajos —el brutal ballet de artes marciales de El Tigre y el dragón o el odio homofóbico contra la grandeza del campo de Secreto en la montaña, que llevaría a Lee a un Óscar por dirigirla en 2006. En Life of Pi ciertamente entregó sus logros técnicos; el cineasta ha puesto muy alto el listón. Desde la imponente Avatar de James Cameron en 2009, el 3D no ha tenido tanto impacto.

En una entrevista con Los Angeles Times, el director James Cameron destacó el uso de 3D en el film, declarando que:

Life of Pi rompe el paradigma de que el 3D tiene que ser para algo grande como un espectáculo fantástico de acción o una película de superhéroes [...] La película es visualmente impresionante, inventiva y funciona en ti en formas que realmente no te darás cuenta. Te lleva a un viaje, y a menos que haya leído el libro —que yo aún no leo—, no tendrás idea hacia donde está yendo el viaje. Hace lo que un buen 3D se supone que tiene que hacer, que es permitirte olvidar que estás viendo una película en 3D.

Yann Martel, el autor de la novela en la que se basa la película, encontró a la película como una adaptación «encantadora», diciendo:

Estoy contento de que esto funcione tan bien como película. Incluso si el final no es tan ambiguo como el del libro, la posibilidad de que podría haber otra versión de la historia de Pi llega en forma inesperada y plantea las mismas preguntas importantes acerca de la verdad, la percepción y la creencia.

En Europa, la recepción fue menos entusiasta. Según Marjolaine Gout, la película es una «historia filosófica donde el Arca de Noé se metamorfosea en La balsa de la Medusa». Además, agregó que es «una pieza maestra visual», en donde «Ang Lee prueba, una vez más, su talento como un narrador universal». La crítica también escribe sobre la poesía visual de la película, que hace recordar a los espectadores a los trabajos de pintores clásicos y el simbolismo del kolam. Gout le dio a la película 8 estrellas sobre 10, mientras que los lectores le otorgaron 7 estrellas. Según Sonia Neufeld, de orf.at, la película es «más irritación que revelación», y cuando se le pide al espectador al final que conteste en «cuál historia uno desea creer», se siente la tentación de decir «¡en esta no!».
A. O. Scott de New York Times fue crítico del marco narrativo de la película, argumentando que «la película invita a creer en todo tipo de cosas maravillosas, pero también quizás cause duda de lo que ves con tus propios ojos —o incluso a preguntarse si, al final, he visto algo en absoluto.»

## Premios y nominaciones
| Premio                                                 | Categoría                                                                                                | Nominado(a) | Resultado |
| ------------------------------------------------------ | --- | --- | --------- |
| Premios Óscar 2012                                     | Mejor película                                                                                           | Ang Lee, Gil Netter y David Womark | Nominados |
| Premios Óscar 2012                                     | Mejor director                                                                                           | Ang Lee | Ganador   |
| Premios Óscar 2012                                     | Mejor guion adaptado                                                                                     | David Magee | Nominado  |
| Premios Óscar 2012                                     | Mejor fotografía                                                                                         | Claudio Miranda | Ganador   |
| Premios Óscar 2012                                     | Mejor diseño de producción                                                                               | David Gropman (diseño de producción); Anna Pinnock (decoración de set) | Nominados |
| Premios Óscar 2012                                     | Mejor montaje                                                                                            | Tim Squyres | Nominado  |
| Premios Óscar 2012                                     | Mejor edición de sonido                                                                                  | Eugene Gearty y Philip Stockton | Nominados |
| Premios Óscar 2012                                     | Mejor sonido                                                                                             | Ron Bartlett, D. M. Hemphill y Drew Kunin | Nominados |
| Premios Óscar 2012                                     | Mejores efectos visuales                                                                                 | Bill Westenhofer, Guillaume Rocheron, Erik-Jan de Boer y Donald R. Elliott | Ganadores |
| Premios Óscar 2012                                     | Mejor banda sonora                                                                                       | Mychael Danna | Ganador   |
| Premios Óscar 2012                                     | Mejor canción original                                                                                   | "Pi's Lullaby", de Life of Pi; música de Mychael Danna y letra de Bombay Jayashri | Nominados |
| Art Directors Guild                                    | Excelencia en el diseño de producción para un largometraje                                               | David Gropman | Ganador   |
| Editores de Cine de Estados Unidos                     | Largometraje mejor editado (Dramático)                                                                   | Tim Squyres | Nominado  |
| Premios del Sindicato de Directores                    | Destacado logro directoral en un largometraje                                                            | Ang Lee | Nominado  |
| Producers Guild of America Award                       | Destacado productor de una película teatral                                                              | Ang Lee, Gil Netter y David Womark | Nominados |
| Premios WGA                                            | Guion adaptado                                                                                           | David Magee | Nominado  |
| Motion Picture Sound Editors                           | Premio al director de cine                                                                               | Ang Lee | Ganó      |
| Motion Picture Sound Editors                           | Mejor edición de sonido: Música en un largometraje                                                       | Editor musical: Erich Stratmann Editor musical adicional: Mitch Bederman | Ganó      |
| Motion Picture Sound Editors                           | Mejor edición de sonido: Diálogo y doblaje en un largometraje                                            | Editores supervisores de sonido: Eugene Gearty y Philip Stockton Editor supervisor de doblaje: Kenton Jakub | Ganó      |
| Motion Picture Sound Editors                           | Mejor edición de sonido: Efectos de sonido y sonidos ambientales en un largometraje                      | Editor supervisor de sonido: Philip Stockton Diseñador de sonido: Eugene Gearty Editor supervisor de sonidos ambientales: Frank Kern Artista de sonidos ambientales: Marko Constanzo Editores: Kam Chan y Jamie Baker | Nominado  |
| American Society of Cinematographers Awards            | Destacado logro en cinematografía                                                                        | Claudio Miranda | Nominado  |
| 25th Annual USC Libraries Scripter Award               | Premio al guionista                                                                                      | David Magee | Nominado  |
| International Film Music Critics Association Awards    | Banda sonora para una película del año                                                                   | Mychael Danna | Ganó      |
| International Film Music Critics Association Awards    | Compositor para una película del año                                                                     | Mychael Danna | Nominado  |
| International Film Music Critics Association Awards    | Mejor banda sonora original para una película dramática                                                  | Mychael Danna | Nominado  |
| International Film Music Critics Association Awards    | Composición musical para una película del año - Pi's Lullaby                                             | Mychael Danna y Bombay Jayashri | Nominado  |
| American Film Institute                                | Películas del año                                                                                        | Ang Lee, Gil Netter y David Womark | Ganó      |
| Visual Effects Society Awards                          | Premio de VES al visionario                                                                              | Ang Lee | Ganó      |
| Visual Effects Society Awards                          | Destacados efectos visuales en efectos visuales – Determinada característica en una película             | Thomas Fisher, Susan Macleod, Guillaume Rocheron y Bill Westenhofer | Ganaron   |
| Visual Effects Society Awards                          | Destacado personaje animado en una característica de película de acción real                             | Richard Parker – Erik De Boer, Sean Comer, Betsy Asher Hall y Kai-Hua Lan | Ganó      |
| Visual Effects Society Awards                          | Destacado medio ambiente creado en una característica de película de acción real                         | Mar abierto – Jason Bayever, Sho Hasegawa, Jimmy Jewell y Walt Jones | Nominado  |
| Visual Effects Society Awards                          | Destacados efectos especiales y simulación de animación en una característica de película de acción real | Tormenta de Dios – Harry Mukhopadhyay, David Stopford, Mark Williams y Derek Wolfe | Ganaron   |
| Visual Effects Society Awards                          | Destacados efectos especiales y simulación de animación en una característica de película de acción real | Océano – Jason Bayever, David Horsley, Scott Townsend y Miles Vignol | Nominado  |
| Visual Effects Society Awards                          | Destacada composición en una característica de película                                                  | Tormenta de Dios – Ryan Clarke, José Fernández, Sean Oharas y Hamish Schumacher | Ganó      |
| 2nd AACTA International Awards                         | Mejor película                                                                                           | Ang Lee, Gil Netter y David Womark | Nominada  |
| 2nd AACTA International Awards                         | Mejor dirección                                                                                          | Ang Lee | Nominado  |
| Alianza de Mujeres Periodistas de Cine                 | Mejor cinematografía                                                                                     | Claudio Miranda | Ganó      |
| Premios Annie                                          | Personaje de animación en una producción de acción real                                                  | Orangután – Erik de Boer, Amanda Dague, Matt Brown, Mary Lynn Machado y Aaron Grey | Nominado  |
| Premios Annie                                          | Personaje de animación en una producción de acción real                                                  | Tigre – Erik de Boer, Matt Shumway, Brian Wells, Vinayak Pawar y Michael Holzl | Ganó      |
| Premios Globo de oro de 2012                           | Mejor película dramática                                                                                 | | Nominada  |
| Premios Globo de oro de 2012                           | Mejor director                                                                                           | Ang Lee | Nominado  |
| Premios Globo de oro de 2012                           | Mejor banda sonora original                                                                              | Mychael Danna | Ganó      |
| Premios BAFTA 2012                                     | Mejor película                                                                                           | Ang Lee, Gil Netter y David Womark | Nominada  |
| Premios BAFTA 2012                                     | Mejor director                                                                                           | Ang Lee | Nominado  |
| Premios BAFTA 2012                                     | Mejor guion adaptado                                                                                     | David Magee | Nominado  |
| Premios BAFTA 2012                                     | Mejor fotografía                                                                                         | Claudio Miranda | Ganó      |
| Premios BAFTA 2012                                     | Mejor diseño de producción                                                                               | David Gropman y Anna Pinnock | Nominado  |
| Premios BAFTA 2012                                     | Mejor montaje                                                                                            | Tim Squyres | Nominado  |
| Premios BAFTA 2012                                     | Mejor sonido                                                                                             | Drew Kunin, Eugene Gearty, Philip Stockton, Ron Bartlett y D. M. Hemphill | Nominado  |
| Premios BAFTA 2012                                     | Mejores efectos visuales                                                                                 | Bill Westenhofer, Guillaume Rocheron, Erik-Jan de Boer y Donald R. Elliott | Ganaron   |
| Premios BAFTA 2012                                     | Mejor música original                                                                                    | Mychael Danna | Nominada  |
| Premios BAFTA 2012                                     | Premio Orange a la estrella emergente                                                                    | Suraj Sharma | Nominado  |
| Broadcast Film Critics Association Awards 2012         | Mejor película                                                                                           | | Nominada  |
| Broadcast Film Critics Association Awards 2012         | Mejor director                                                                                           | Ang Lee | Nominado  |
| Broadcast Film Critics Association Awards 2012         | Actor joven                                                                                              | Suraj Sharma | Nominado  |
| Broadcast Film Critics Association Awards 2012         | Mejor guion adaptado                                                                                     | David Magee | Nominado  |
| Broadcast Film Critics Association Awards 2012         | Mejor fotografía                                                                                         | Claudio Miranda | Ganó      |
| Broadcast Film Critics Association Awards 2012         | Mejor dirección de arte                                                                                  | David Gropman/Diseñador de producción; Anna Pinnock/Decoradora del set | Nominada  |
| Broadcast Film Critics Association Awards 2012         | Mejor edición                                                                                            | Tim Squyres | Nominada  |
| Broadcast Film Critics Association Awards 2012         | Mejores efectos visuales                                                                                 | | Ganaron   |
| Broadcast Film Critics Association Awards 2012         | Mejor banda sonora                                                                                       | Mychael Danna | Nominada  |
| Asociación de Críticos de Cine de Chicago              | Mejor fotografía                                                                                         | Claudio Miranda | Nominada  |
| Houston Film Critics Society                           | Mejor fotografía                                                                                         | Claudio Miranda | Nominada  |
| Houston Film Critics Society                           | Mejor banda sonora original                                                                              | Mychael Danna | Nominada  |
| Houston Film Critics Society                           | Logro técnico                                                                                            | | Nominado  |
| International 3D Society                               | Acción real con característica de 3D                                                                     | | Ganó      |
| International 3D Society                               | Estereografía – Acción real                                                                              | | Ganó      |
| International 3D Society                               | Momento en 3D del año                                                                                    | "Pez volando sobre el bote" | Ganó      |
| International 3D Society                               | Premio de Harold Lloyd                                                                                   | Ang Lee | Ganó      |
| Irish Film & Television Awards                         | Película internacional                                                                                   | | Nominada  |
| Kansas City Film Critics Circle                        | Mejor director                                                                                           | Ang Lee | Ganó      |
| Las Vegas Film Critics Society                         | Mejor película                                                                                           | | Ganó      |
| Las Vegas Film Critics Society                         | Mejor director                                                                                           | Ang Lee | Ganó      |
| Las Vegas Film Critics Society                         | Mejor fotografía                                                                                         | Claudio Miranda | Ganó      |
| Las Vegas Film Critics Society                         | Mejores efectos visuales                                                                                 | | Ganaron   |
| Las Vegas Film Critics Society                         | Mejor banda sonora                                                                                       | Mychael Danna | Ganó      |
| Las Vegas Film Critics Society                         | Joven en una película                                                                                    | Suraj Sharma | Ganó      |
| London Film Critics' Circle Awards                     | Director del año                                                                                         | Ang Lee | Ganó      |
| London Film Critics' Circle Awards                     | Logro técnico                                                                                            | Bill Westenhofer | Ganó      |
| Críticos de Cine en línea de Nueva York                | Películas top 10 del 2012                                                                                | | Ganó      |
| Críticos de Cine en línea de Nueva York                | Mejor fotografía                                                                                         | Claudio Miranda | Ganó      |
| North Carolina Film Critics Association                | Mejor director                                                                                           | Ang Lee | Ganó      |
| Sociedad de Críticos de Cine Online                    | Mejor fotografía                                                                                         | Claudio Miranda | Nominada  |
| Festival Internacional de Cine de Palm Springs         | Premio de Frederick Loewe                                                                                | Mychael Danna | Ganó      |
| Premios Phoenix Film Critics Society                   | Películas top ten                                                                                        | | Ganó      |
| Premios Phoenix Film Critics Society                   | Mejor director                                                                                           | Ang Lee | Nominado  |
| Premios Phoenix Film Critics Society                   | Mejor película familiar de acción real                                                                   | | Ganó      |
| Premios Phoenix Film Critics Society                   | Mejor banda sonora original                                                                              | Mychael Danna | Nominada  |
| Premios Phoenix Film Critics Society                   | Mejor fotografía                                                                                         | Claudio Miranda | Ganó      |
| Premios Phoenix Film Critics Society                   | Mejor edición de película                                                                                | Tim Squyres | Nominada  |
| Premios Phoenix Film Critics Society                   | Mejores efectos visuales                                                                                 | | Ganaron   |
| Premios Phoenix Film Critics Society                   | Actuación exitosa en cámara                                                                              | Suraj Sharma | Nominado  |
| Premios Satellite                                      | Mejor película                                                                                           | | Nominada  |
| Premios Satellite                                      | Mejor guion adaptado                                                                                     | David Magee | Ganó      |
| Premios Satellite                                      | Mejor fotografía                                                                                         | Claudio Miranda | Ganó      |
| Premios Satellite                                      | Mejor mezcla de sonido y edición                                                                         | Drew Kunin, Eugene Gearty y Philip Stockton | Nominada  |
| Premios Satellite                                      | Mejores efectos visuales                                                                                 | Bill Westenhofer | Nominado  |
| Southeastern Film Critics Association Awards 2012      | Películas top ten                                                                                        | | Ganó      |
| Southeastern Film Critics Association Awards 2012      | Mejor fotografía                                                                                         | Claudio Miranda | Ganó      |
| St. Louis Film Critics                                 | Mejor película                                                                                           | | Nominada  |
| St. Louis Film Critics                                 | Mejor director                                                                                           | Ang Lee | Nominado  |
| St. Louis Film Critics                                 | Mejor guion adaptado                                                                                     | David Magee | Nominado  |
| St. Louis Film Critics                                 | Mejor fotografía                                                                                         | Claudio Miranda | Nominada  |
| St. Louis Film Critics                                 | Mejores efectos visuales                                                                                 | | Ganaron   |
| Washington D. C. Area Film Critics Association         | Mejor guion adaptado                                                                                     | David Magee | Nominado  |
| Washington D. C. Area Film Critics Association         | Mejor fotografía                                                                                         | Claudio Miranda | Ganó      |
| Círculo Femenino de Críticos de Cine de Estados Unidos | Mejor película familiar                                                                                  | Life of Pi – empate con Rise of the Guardians | Ganó      |